# Burg Irnich

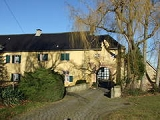
Burg Irnich, Südflügel mit Torbau

Die Burg Irnich steht im Osten der Ortschaft Schwerfen, einem Stadtteil von Zülpich im nordrhein-westfälischen Kreis Euskirchen.
Im 14. Jahrhundert wahrscheinlich aus einem Gutshof mit römischen Wurzeln entstanden, befand sie sich im Laufe ihrer Geschichte in den Händen verschiedener, lokal ansässiger Adelsfamilien, ehe sie in den 1980er Jahren vom heutigen Eigentümer gekauft wurde. Dieser hat sie behutsam restauriert und nutzt sie nun zu landwirtschaftlichen Zwecken.

## Beschreibung

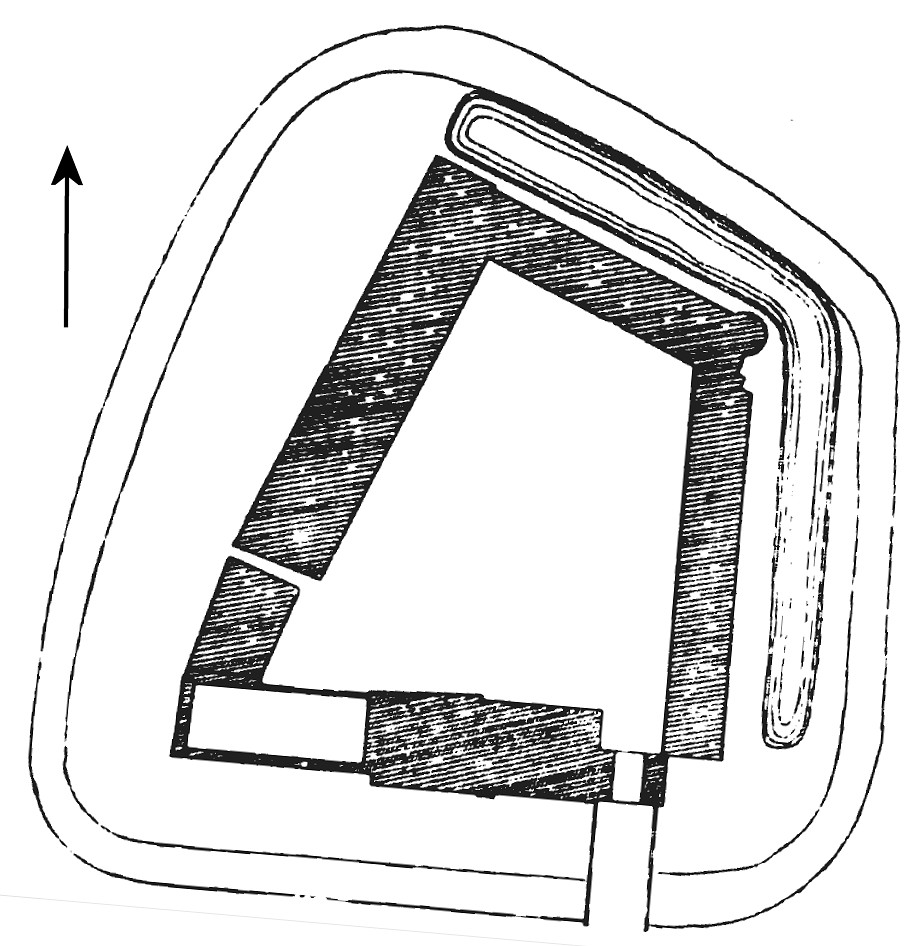
Schematischer Grundriss der Burg, Zustand um 1900

Die vierflügelige Wasserburg ist eine geschlossene Anlage und besitzt einen unregelmäßigen, viereckigen Grundriss. Früher war sie an allen Seiten von Wassergräben umgeben, die heutzutage zwar trocken gefallen aber immer noch gut im Gelände zu erkennen sind. Eine vorburgähnliche Gebäudegruppe ist zwar auf einer Abbildung im Codex Welser von 1723 gut zu erkennen, sie war aber schon zu Beginn des 19. Jahrhunderts gänzlich verschwunden.
Die heutige Burganlage besteht im Süden aus dem Wohntrakt und einem daran anschließenden Torbau an der Südostecke. Im Osten und Westen stehen Stallgebäude, wovon das östliche im 19. Jahrhundert über einem älteren, aus dem Jahr 1566 stammenden Bau errichtet wurde. Auch der Westflügel ist nachmittelalterlich, lediglich seine Außenseite – die ehemalige Ringmauer – ist älteren Ursprungs. Den Nordflügel bildet eine Fachwerkscheune mit spätgotischen Turm an der Nordost-Ecke. Dieser besitzt zwei Geschosse und war zu Beginn des 20. Jahrhunderts noch etwa in einer Höhe von sechs Metern erhalten. Sein grob halbkreisförmiger Grundriss besitzt einen Durchmesser von etwa fünf Metern. Der Turm, an dem nachträgliche Veränderungen durch Unterschiede im Mauerwerk gut erkennbar sind, besaß vielleicht ein Äquivalent an der Südwest-Ecke des Wohnbaus.
Der Torbau besitzt eine rundbogige Durchfahrt. Eine erhaltene Kettenrolle sowie eine viereckige Blende beweisen, dass der Zugang früher über eine Zugbrücke erfolgte. Eine Seltenheit findet sich in einer Schießscharte rechts neben der Tordurchfahrt: Dort ist noch ein originales Prellholz erhalten, das früher den Rückschlag der im 15. Jahrhundert gebräuchlichen Arkebusen aufzunehmen hatte. Kanten und Öffnungen des Torbaus sind von regelmäßigen roten Sandsteinquadern eingefasst, die sich gut von der gelb verputzten Außenfassade des Südflügels abheben. Über dem Torbogen findet sich das Wappen der Berge zu Blens, was auf eine Bauzeit vor 1491 hindeutet. Darüber wurde später ein Löwe aus Sandstein angebracht, der das Wappen der Familie von Holtorp hält. Dieses ist an beiden Seiten von halbrunden Wehrerkern flankiert, die auf Konsolen aus rotem Sandstein ruhen. Sie waren früher einmal höher als heute, wurden aber im 18. Jahrhundert gekappt und erhielten zusammen mit dem kleinen Mittelgiebel, hinter dem sich ein Taubenschlag verbirgt, und dem Torbau ein gemeinsames Walmdach.
Westlich des Torbaus steht das Wohngebäude der Burg Irnich, dessen Außenfassade ein großes Kreuzstockfenster und die risalitartig vorstehende Konsole eines ehemaligen Aborterkers zeigt. Der Bau besteht aus drei etwa gleich großen Teilen aus unterschiedlichen Zeiten. Das östliche, an den Torbau anschließende Drittel scheint aus dem 16. Jahrhundert zu stammen. Hinweis darauf gibt im Inneren ein schlichter Sandstein-Kamin aus jener Zeit. Der mittlere Teil des Baus stammt in seiner jetzigen Form aus dem 18. und 19. Jahrhundert, wobei beim Bau ältere Bausubstanz mit einbezogen wurde. In seinem Erdgeschoss befand sich früher wohl die Burgküche. Das westliche Drittel des Wohntrakts ist der älteste Teil der Burganlage und war früher das eigentliche Burghaus. Der heute als Scheune genutzte Teil wurde spätestens im 15. Jahrhundert unter der Familie von Irnich erbaut. Im Inneren finden sich Ansätze und Konsolen eines sechsjochigen und zweischiffigen Kreuzgratgewölbes, das wahrscheinlich auf Pfeilern ruhte. Ein gotischer Türsturz, der im heutigen Ostflügel verbaut ist, stammt ursprünglich aus diesem Teil des Wohnbaus.

## Geschichte
Burg Irnich ist vermutlich die Nachfolgerin eines keltisch-römischen Gutshofs, der nahe der Römerstraße Köln-Zülpich-Trier gegründet worden war und auch in fränkischer Zeit weiterbestand.
Der ursprüngliche Ortsname wird mit Herenniacum vermutet, so benannt nach einem Herennius.
Aus dem Hof entwickelte sich im 14. Jahrhundert eine Burg, die einem Adelsgeschlecht ihren Namen gab, denn 1373 siegelte ein Daniel von Eirnich (Irnich) eine Urkunde. Er war Ratgeber des Jülicher Herzogs sowie Amtmann von Euskirchen und zugleich Besitzer der Großen Burg in Kleinbüllesheim. Offenbar dieser „Danel van Eirnich“ tritt auch im Gerichtsbezirk von Vernich in einer Urkunde von 1342 auf.
Der Juncker Mulgen van eyrnich (von Irnich), war im 15. Jahrhundert (ca. 1440) Mitglied der St. Sebastianus-Schützen von Nideggen.
1454 kam die Burg von Muil von Irnich durch Heirat an die wohlhabende Familie Berge zu Blens und Dürffenthal. Sie ließ das Anwesen angeblich 1484 umbauen und verkaufte den damals landtagsfähigen Rittersitz 1491 an die Bock von Lichtenberg.
1555 kam die Anlage durch Heirat an die Familie von Holtorp, die bis 1789 in ihrem Besitz blieb. 1723 war die Burg im Codex Welser abgebildet, und ihre Illustration zeigt sie in gutem Zustand. Später war sie im Besitz der Herren von Mosbach, genannt Breidenbach. Nachdem deren Irnicher Zweig im Mannesstamm ausgestorben war, brachte die Erbtochter Adriane von Mosbach den Besitz Ende des 18. Jahrhunderts an ihren Ehemann, den Freiherrn Franz Joseph von Proff. Dessen Erben verkauften das Anwesen an den heutigen Besitzer, die Familie Leisten, die zuvor langjährige Pächterin der Burg war.